# Barbitúrico

Molécula de ácido barbitúrico.

Los barbitúricos son una familia de fármacos derivados del ácido barbitúrico que actúan como sedantes del sistema nervioso central y producen un amplio esquema de efectos, desde sedación suave hasta anestesia total y euforia.
También son efectivos como ansiolíticos, como hipnóticos y como anticonvulsivos. Los barbitúricos también tienen efectos analgésicos, sin embargo, estos efectos son algo débiles, impidiendo que los barbitúricos sean utilizados en cirugía en ausencia de otros analgésicos. 
Tienen un alto potencial de adicción, tanto física como psicológica. Los barbitúricos han sido reemplazados por las benzodiazepinas en la práctica médica de rutina, por ejemplo, en el tratamiento de la ansiedad y el insomnio, principalmente porque las benzodiazepinas son mucho menos peligrosas en sobredosis. Sin embargo, todavía se utilizan barbitúricos en la anestesia general, para la epilepsia y el suicidio asistido.
En forma endovenosa el pentotal ha sido el más utilizado para la inducción de la anestesia aunque en los últimos años está siendo desplazado por un anestésico intravenoso no barbitúrico, el propofol, de vida media más corta. También son utilizados como anticonvulsivantes (fenobarbital, por ejemplo).

## Historia
El ácido barbitúrico se sintetizó por primera vez el 4 de diciembre de 1863 por el investigador alemán Adolf von Baeyer. Esto se hizo combinando urea (un producto de desecho animal) con ácido malónico (derivado del ácido de las manzanas). Hay varias historias sobre el nombramiento de la sustancia, la más factible es que von Baeyer y sus colegas fueron a celebrar su descubrimiento a una taberna donde los artilleros de la localidad estaban celebrando el día de Santa Bárbara.
El ácido barbitúrico por sí mismo no es farmacológicamente activo, pero los químicos inmediatamente comenzaron a construir una gran variedad de derivados para usos potenciales como droga. No se le encontró ninguna sustancia de valor médico, sin embargo, en 1903, dos químicos alemanes que trabajaban en Bayer, Emil Fischer y Josef von Mering, descubrieron que el barbital era muy efectivo para hacer que los perros se durmiesen. En ese momento se comercializó el barbital por Bayer bajo el nombre comercial Veronal. Se dice que Von Mering propuso este nombre porque el sitio más pacífico que conocía era la ciudad italiana de Verona.
Tanto Fischer como Mering, murieron siendo adictos a su creación,[cita requerida] y se cree que por sobredosis de los mismos, ya que a diferencia de otros fármacos, su uso continuado no crea tolerancia en el cuerpo, por lo que resulta letal.

## Mecanismo de acción
Los barbitúricos son liposolubles y por lo tanto se disuelven con facilidad en la grasa del organismo. Entonces están preparados para traspasar la barrera hematoencefálica y alcanzar el cerebro. Una vez en el cerebro, los barbitúricos actúan impidiendo el flujo de iones de sodio entre las neuronas, a la vez que favorecen el flujo de iones de cloruro. Se unen a los receptores GABA en un sitio diferente a las benzodiazepinas y aumentan la acción de este neurotransmisor. De esta manera, al aumentar la conductancia al cloruro y reducir la sensibilidad de la membrana neuronal postsináptica a los neurotransmisores excitatorios, concluyen en un obstáculo definitivo para los potenciales de acción.
En bajas dosis y en ausencia de GABA no afectan a la neurotransmisión. 
Generan rápidamente dependencia tanto física como psíquica y sobredosis relativamente pequeñas pueden resultar letales.
Los barbitúricos provocaron la muerte de la actriz estadounidense Marilyn Monroe tras ingerir altas dosis del medicamento el 5 de agosto de 1962.
Otros ejemplos son las muertes de la cantante mexicana Lucha Reyes, el 25 de junio de 1944, de la cantante y actriz Judy Garland, el 22 de junio de 1969 y del guitarrista, cantante y compositor estadounidense Jimi Hendrix, el 18 de septiembre de 1970.